# Galatasaray Istanbul/Saison 1984/85
Die Saison 1984/85 von Galatasaray Istanbul war die 77. Saison in der Vereinsgeschichte und die 27. Saison in der türkischen Liga, der 1. Lig. Der Klub beendete die Saison auf dem 5. Platz. Die Türkiye Kupası gewann Galatasaray Istanbul zum achten Mal.

## Personalien

### Kader
| Nat.                                           | Name                | Geburtsdatum  | im Verein seit | vorheriger Verein     |
| Torhüter                                       | Torhüter            | Torhüter      | Torhüter       | Torhüter              |
| ---------------------------------------------- | ------------------- | ------------- | -------------- | --------------------- |
| Turkei                                         | Haydar Erdoğan      | 19. Apr. 1959 | 1979           | Sarıyer SK            |
| Jugoslawien Sozialistische Föderative Republik | Zoran Simović       | 2. Nov. 1954  | 1984           | Hajduk Split          |
| Abwehr                                         |                     |               |                |                       |
| Turkei                                         | Halil İbrahim Akçay | 14. Okt. 1960 | 1982           | Trabzonspor           |
| Turkei                                         | Yusuf Altıntaş      | 7. Aug. 1961  | 1984           | Kocaelispor           |
| Turkei                                         | Raşit Çetiner       | 10. Sep. 1956 | 1981           | Fenerbahçe Istanbul   |
| Turkei                                         | Ahmet Ceyhan        | 26. Jan. 1951 | 1982           | Trabzonspor           |
| Turkei                                         | İsmail Demiriz      | 1. Apr. 1962  | 1984           | Gençlerbirliği Ankara |
| Turkei                                         | Erdal               | n. a.         | 1984           | n. a.                 |
| Turkei                                         | Sefer Karaer        | 20. Okt. 1956 | 1984           | Fatih Karagümrük SK   |
| Turkei                                         | Cüneyt Tanman       | 16. Jan. 1956 | 1976           | Giresunspor           |
| Turkei                                         | Fatih Terim         | 4. Sep. 1953  | 1974           | Adana Demirspor       |
| Turkei                                         | Semih Yuvakuran     | 1. Sep. 1963  | 1984           | Bursaspor             |
| Mittelfeld                                     |                     |               |                |                       |
| Turkei                                         | Mustafa Ergücü      | 15. Jan. 1955 | 1980           | Kayserispor           |
| Turkei                                         | Adnan Esen          | 16. Mai 1961  | 1982           | Bandırmaspor          |
| Turkei                                         | Metin Yıldız        | 24. Nov. 1960 | 1978           | eigene Jugend         |
| Angriff                                        |                     |               |                |                       |
| Deutschland                                    | Rüdiger Abramczik   | 18. Feb. 1956 | 1984           | 1. FC Nürnberg        |
| Turkei                                         | Bülent Alkılıç      | 24. Nov. 1960 | 1980           | eigene Jugend         |
| Turkei                                         | Hakan Çarkacı       | 18. Okt. 1965 | 1984           | eigene Jugend         |
| Turkei                                         | Burak Dilmen        | 22. Aug. 1963 | 1984           | Samsunspor            |
| Turkei                                         | Barbaros Erdem      | 1. Jan. 1966  | 1984           | n. a.                 |
| Turkei                                         | Levent Erköse       | 4. Sep. 1959  | 1984           | Trabzonspor           |
| Turkei                                         | Erdal Keser         | 20. Juni 1961 | 1984           | Borussia Dortmund     |
| Turkei                                         | Necmi               | n. a.         | 1984           | n. a.                 |

#### Transfers
| Zugänge | Abgänge |
| --- | --- |
| - Rüdiger Abramczik (1. FC Nürnberg) - Yusuf Altıntaş (Bursaspor) - Hakan Çarkacı (eigene Jugend) - İsmail Demiriz (Gençlerbirliği Ankara) - Burak Dilmen (Samsunspor) - Erdal (n. a.) - Barbaros Erdem (n. a.) - Levent Erköse (Trabzonspor) - Sefer Karaer (Fatih Karagümrük SK) - Erdal Keser (Borussia Dortmund) - Necmi (n. a.) - Zoran Simović (Hajduk Split) - Rıza Tuyuran (Fatih Karagümrük SK) - Semih Yuvakuran (Bursaspor) | - Ayhan Akbin (Zonguldakspor) - Ali Çoban (Kocaelispor) - Mustafa Denizli (Karriere beendet) - Tarik Hodžić (Sarıyer SK) - Ahmet Keloğlu (Kocaelispor) - Öner Kılıç (Denizlispor) - Rauf Kılıç (Tarsus İdman Yurdu) - Eser Özaltındere (Sakaryaspor) - Mirsad Sejdić (Bursaspor) - Sinan Turhan (Sakaryaspor) - Rıza Tuyuran (Tarsus İdman Yurdu) - Birol Yalçın (Tarsus İdman Yurdu) |

## Spielkleidung
| Heim | Auswärts | Ausweich |

- Ausrüster: Adidas
- Trikotsponsor: Denizcilik Bankası / Modells

## Saison
Alle Ergebnisse aus Sicht von Galatasaray Istanbul.
Die Tabelle listet alle 1.-Lig-Spiele des Vereins der Saison 1984/85 auf. Siege sind grün, Unentschieden gelb und Niederlagen rot markiert.

### 1. Lig
| ST | Datum              | Gegner                | Ort                              | Ergebnis  | Tor(e) für Galatasaray Istanbul                            | Karte(n) für Galatasaray Istanbul                                  |
| -- | ------------------ | --------------------- | -------------------------------- | --------- | ---------------------------------------------------------- | ------------------------------------------------------------------ |
| 01 | 26. August 1984    | Denizlispor           | Fenerbahçe Stadı, Istanbul       | 0:1 (0:1) | keine                                                      | Terim (50.), Abramczik (60.)                                       |
| 02 | 1. September 1984  | Malatyaspor           | İnönü Stadı, Istanbul            | 2:1 (2:0) | 1:0 Keser (23.), 2:0 Erköse (34.)                          | keine                                                              |
| 03 | 9. September 1984  | Eskişehirspor         | Atatürk Stadı, Eskişehir         | 0:3 (0:2) | keine                                                      | Çetiner (8.)                                                       |
| 04 | 16. September 1984 | Antalyaspor           | Atatürk Stadı, Antalya           | 3:0 (0:0) | 1:0 Abramczik (69.), 2:0 Keser (79.), 3:0 Dilmen (85.)     | keine                                                              |
| 05 | 22. September 1984 | MKE Ankaragücü        | Fenerbahçe Stadı, Istanbul       | 1:1 (1:0) | 1:0 Tanman (2.)                                            | Demiriz (15.)                                                      |
| 06 | 30. September 1984 | Fenerbahçe Istanbul   | İnönü Stadı, Istanbul            | 1:1 (1:0) | 1:0 Keser (42.)                                            | Abramczik (37.), Akçay (77.)                                       |
| 07 | 7. Oktober 1984    | Bursaspor             | Atatürk Stadı, Bursa             | 1:1 (0:1) | 1:1 Dilmen (58.)                                           | Çetiner (58.), Keser (76.)                                         |
| 08 | 14. Oktober 1984   | Sakaryaspor           | İnönü Stadı, Istanbul            | 0:0       | keine                                                      | Esen (77.)                                                         |
| 09 | 21. Oktober 1984   | Beşiktaş Istanbul     | İnönü Stadı, Istanbul            | 3:1 (2:1) | 1:1 Keser (27.), 2:1 Keser (35.), 3:1 Abramczik (48.)      | Ceyhan (16.)                                                       |
| 10 | 4. November 1984   | Boluspor              | Şehir Stadı, Bolu                | 0:0       | keine                                                      | keine                                                              |
| 11 | 17. November 1984  | Orduspor              | İnönü Stadı, Istanbul            | 2:0 (1:0) | 1:0 Abramczik (6.), 2:0 Keser (84.)                        | Esen (77.)                                                         |
| 12 | 25. November 1984  | Sarıyer SK            | İnönü Stadı, Istanbul            | 2:1 (0:0) | 1:0 Esen (49.), 2:1 Çetiner (89.)                          | Terim (85.)                                                        |
| 13 | 2. Dezember 1984   | Trabzonspor           | Hüseyin Avni Aker Stadı, Trabzon | 0:1 (0:1) | keine                                                      | keine                                                              |
| 14 | 8. Dezember 1984   | Zonguldakspor         | Fenerbahçe Stadı, Istanbul       | 1:1 (0:0) | 1:0 Erköse (59.)                                           | Keser (70.)                                                        |
| 15 | 16. Dezember 1984  | Kocaelispor           | İsmetpaşa Stadyumu, Kocaeli      | 0:1 (0:1) | keine                                                      | keine                                                              |
| 16 | 23. Dezember 1984  | Gençlerbirliği Ankara | İnönü Stadı, Istanbul            | 2:1 (0:1) | 1:1 Abramczik (67.), 2:1 Çetiner (86.)                     | Esen (77.)                                                         |
| 17 | 30. Dezember 1984  | Altay Izmir           | Atatürk Stadı, Izmir             | 1:0 (0:0) | 1:0 Abramczik (78.)                                        | Yuvakuran (44.), Esen (55.)                                        |
| 18 | 20. Januar 1985    | Denizlispor           | Şehir Stadı, Denizli             | 0:0       | keine                                                      | keine                                                              |
| 19 | 27. Januar 1985    | Malatyaspor           | İnönü Stadı, Malatya             | 0:0       | keine                                                      | Abramczik (56.), Esen (85.)                                        |
| 20 | 2. Februar 1985    | Eskişehirspor         | İnönü Stadı, Istanbul            | 3:1 (2:0) | 1:0 Keser (4.), 2:0 Keser (10. Elfmeter), 3:1 Dilmen (67.) | keine                                                              |
| 21 | 10. Februar 1985   | Antalyaspor           | İnönü Stadı, Istanbul            | 1:2 (1:1) | 1:1 Abramczik (19.)                                        | Ceyhan (5.), Altıntaş (77.), Terim (80.), Keser (74.), Terim (89.) |
| 22 | 17. Februar 1985   | MKE Ankaragücü        | 19 Mayıs Stadı, Ankara           | 0:1 (0:1) | keine                                                      | keine                                                              |
| 23 | 3. März 1985       | Fenerbahçe Istanbul   | Fenerbahçe Stadı, Istanbul       | 2:2 (1:2) | 1:0 Tanman (7.), 2:0 Altıntaş (17.)                        | Demiriz (68.)                                                      |
| 24 | 9. März 1985       | Bursaspor             | İnönü Stadı, Istanbul            | 1:2 (0:1) | 1:2 Keser (67.)                                            | keine                                                              |
| 25 | 17. März 1985      | Sakaryaspor           | Atatürk Stadı, Sakarya           | 1:0 (0:0) | 1:0 Alkılıç (82.)                                          | Keser (20.)                                                        |
| 26 | 24. März 1985      | Beşiktaş Istanbul     | İnönü Stadı, Istanbul            | 0:0       | keine                                                      | keine                                                              |
| 27 | 6. April 1985      | Boluspor              | İnönü Stadı, Istanbul            | 0:0       | keine                                                      | Altıntaş (77.)                                                     |
| 28 | 14. April 1985     | Orduspor              | 19 Eylül Stadı, Ordu             | 1:1 (0:1) | 1:0 Erköse (52.)                                           | keine                                                              |
| 29 | 21. April 1985     | Sarıyer SK            | İnönü Stadı, Istanbul            | 0:0       | keine                                                      | keine                                                              |
| 30 | 5. Mai 1985        | Trabzonspor           | İnönü Stadı, Istanbul            | 2:0 (2:0) | 1:0 Abramczik (8.), 2:0 Abramczik (32.)                    | Altıntaş (77.)                                                     |
| 31 | 12. Mai 1985       | Zonguldakspor         | Şehir Stadı, Zonguldak           | 1:2 (1:1) | 1:1 Çetiner (36.)                                          | keine                                                              |
| 32 | 18. Mai 1985       | Kocaelispor           | Fenerbahçe Stadı, Istanbul       | 2:1 (1:0) | 1:0 Abramczik (20.), 2:0 Alkılıç (57.)                     | keine                                                              |
| 33 | 26. Mai 1985       | Gençlerbirliği Ankara | 19 Mayıs Stadı, Ankara           | 1:2 (1:1) | 1:1 Esen (15.)                                             | keine                                                              |
| 34 | 2. Juni 1985       | Altay Izmir           | İnönü Stadı, Istanbul            | 0:0       | keine                                                      | keine                                                              |

### Türkiye Kupası
| Runde                   | Datum             | Gegner              | Ort                        | Ergebnis  | Tor(e) für Galatasaray Istanbul                      | Karte(n) für Galatasaray Istanbul          |
| ----------------------- | ----------------- | ------------------- | -------------------------- | --------- | ---------------------------------------------------- | ------------------------------------------ |
| 3. Hauptrunde-Hinspiel  | 20. November 1984 | Altay Izmir         | Atatürk Stadı, Izmir       | 1:1 (0:0) | 1:1 Alkılıç (75.)                                    | Keser (21.)                                |
| 3. Hauptrunde-Rückspiel | 5. Dezember 1984  | Altay Izmir         | İnönü Stadı, Istanbul      | 2:1 (1:1) | 1:0 Terim (31. Elfmeter), 2:1 Keser (86.)            | Altıntaş (17.), Terim (38.)                |
| 4. Hauptrunde-Hinspiel  | 19. Dezember 1984 | Sarıyer SK          | İnönü Stadı, Istanbul      | 3:0 (1:0) | 1:0 Dilmen (18.), 2:0 Dilmen (50.), 3:0 Dilmen (85.) | Ceyhan (52.)                               |
| 4. Hauptrunde-Rückspiel | 26. Dezember 1984 | Sarıyer SK          | İnönü Stadı, Istanbul      | 2:0 (0:0) | 1:0 Erköse (48.), 2:0 Çarkacı (68.)                  | Abramczik (29.)                            |
| Viertelfinale-Hinspiel  | 6. Februar 1985   | Fenerbahçe Istanbul | Fenerbahçe Stadı, Istanbul | 2:1 (2:1) | 1:0 Çetiner (2.), 2:1 Terim (21. Elfmeter)           | Esen (85.)                                 |
| Viertelfinale-Rückspiel | 28. Februar 1985  | Fenerbahçe Istanbul | İnönü Stadı, Istanbul      | 1:0 (0:0) | 1:0 Esen (60.)                                       | Demiriz (23.), Çetiner (30.), Tanman (63.) |
| Halbfinale-Hinspiel     | 13. März 1985     | Beşiktaş Istanbul   | Fenerbahçe Stadı, Istanbul | 0:0       | keine                                                | Keser (39.)                                |
| Halbfinale-Rückspiel    | 20. März 1985     | Beşiktaş Istanbul   | İnönü Stadı, Istanbul      | 1:0 (0:0) | 1:0 Abramczik (46.)                                  | Esen (9.)                                  |

#### Finale

##### Hinspiel
| Paarung              | Trabzonspor – Galatasaray Istanbul |
| Ergebnis             | 1:2 (0:1) |
| Datum                | 10. April 1985 um 14.00 Uhr |
| Stadion              | Hüseyin Avni Aker Stadı, Trabzon |
| Schiedsrichter       | İhsan Türe |
| Tore                 | 0:1 İsmail Demiriz (44.) 0:2 Fatih Terim (61.) 1:2 Bahaddin Güneş (76.) |
| Trabzonspor          | İhsan Derelioğlu – Bahaddin Güneş, Şenol Ustaömer, Kemal Serdar, Necati Özçağlayan – Turgay Semercioğlu, Tuncay Soyak, Güngör Şahinkaya – Hasan Vezir, Hasan Şengün, İskender Günen Cheftrainer: İlyas Akçay                                             |
| Galatasaray Istanbul | Zoran Simović – Ahmet Ceyhan, İsmail Demiriz (87. Sefer Karaer), Raşit Çetiner, Yusuf Altıntaş – Cüneyt Tanman, Fatih Terim, Adnan Esen – Rüdiger Abramczik, Erdal Keser (89. Hakan Çarkacı), Bülent Alkılıç Cheftrainer: Jupp Derwall ( BR Deutschland) |
| Gelbe Karten         | Hasan Şengün, Necati Özçağlayan – Cüneyt Tanman, Ahmet Ceyhan |

##### Rückspiel
| Paarung              | Galatasaray Istanbul – Trabzonspor |
| Ergebnis             | 0:0 |
| Datum                | 17. April 1985 um 14.00 Uhr |
| Stadion              | İnönü Stadı, Istanbul |
| Schiedsrichter       | Talat Tokat |
| Tore                 | keine |
| Galatasaray Istanbul | Zoran Simović – Yusuf Altıntaş, Ahmet Ceyhan, Fatih Terim, Cüneyt Tanman – İsmail Demiriz, Raşit Çetiner, Adnan Esen, Erdal Keser – Bülent Alkılıç, Rüdiger Abramczik Cheftrainer: Jupp Derwall ( BR Deutschland)                           |
| Trabzonspor          | Şenol Güneş – Necati Özçağlayan (80. Lemi Çelik), Kemal Serdar, Şenol Ustaömer, Bahaddin Güneş – Turgay Semercioğlu, Güngör Şahinkaya, Tuncay Soyak (69. Selami Güven), İskender Günen – Hasan Vezir, Hasan Şengün Cheftrainer: İlyas Akçay |
| Gelbe Karten         | keine – Hasan Şengün, Şenol Ustaömer |

### Cumhurbaşkanlığı Kupası
| Fenerbahçe Istanbul (Meister)                         | Fenerbahçe Istanbul (Meister) | Galatasaray Istanbul (Pokalsieger) | Galatasaray Istanbul (Pokalsieger) |
| ----------------------------------------------------- | --- | --- | ---------------------------------- |
| Fenerbahçe Istanbul (Meister)                         | \| 12. Juni 1985 um 17:00 Uhr in Ankara (19 Mayıs Stadı) \| \| Ergebnis: 1:1 n. V. (1:1, 0:1), 4:2 i. E. \| \| Schiedsrichter: Sadık Deda \| \| Spielbericht \|                                                                                                   | \| 12. Juni 1985 um 17:00 Uhr in Ankara (19 Mayıs Stadı) \| \| Ergebnis: 1:1 n. V. (1:1, 0:1), 4:2 i. E. \| \| Schiedsrichter: Sadık Deda \| \| Spielbericht \|                                                                                                   | Galatasaray Istanbul (Pokalsieger) |
| Fenerbahçe Istanbul (Meister)                         | Yaşar Duran – Cem Pamiroğlu, İsmail Kartal, Erdoğan Arıca, Müjdat Yetkiner – Önder Çakar, Hasan Kemal Özdemir (46. Hüseyin Çakıroğlu), Dušan Pešić, Srebrenko Repčić – İlyas Tüfekçi, Şenol Çorlu (64. Selçuk Yula) Cheftrainer: Todor Veselinović ( Jugoslawien) | Zoran Simović – Fatih Terim, Cüneyt Tanman, Semih Yuvakuran (103. Burak Dilmen), Sefer Karaer (77. Halil İbrahim Akçay) – Ahmet Ceyhan, Raşit Çetiner, İsmail Demiriz, Adnan Esen – Bülent Alkılıç, Rüdiger Abramczik Cheftrainer: Jupp Derwall ( BR Deutschland) | Galatasaray Istanbul (Pokalsieger) |
| Fenerbahçe Istanbul (Meister)                         | 1:1 Hüseyin Çakıroğlu (78.) | 0:1 Bülent Alkılıç (37.) | Galatasaray Istanbul (Pokalsieger) |
| Fenerbahçe Istanbul (Meister)                         | Elfmeterschießen | | Galatasaray Istanbul (Pokalsieger) |
| Fenerbahçe Istanbul (Meister)                         | 1:0 İsmail Kartal 2:0 İlyas Tüfekçi 3:1 Hüseyin Çakıroğlu Önder Çakar 4:2 Selçuk Yula | Zoran Simović 2:1 Rüdiger Abramczik 3:2 Raşit Çetiner Fatih Terim | Galatasaray Istanbul (Pokalsieger) |
| Fenerbahçe Istanbul (Meister)                         | Erdoğan Arıca (21.), Müjdat Yetkiner (100.) | İsmail Demiriz (48.), Adnan Esen (95.) | Galatasaray Istanbul (Pokalsieger) |
| 12. Juni 1985 um 17:00 Uhr in Ankara (19 Mayıs Stadı) | | |                                    |
| Ergebnis: 1:1 n. V. (1:1, 0:1), 4:2 i. E.             | | |                                    |
| Schiedsrichter: Sadık Deda                            | | |                                    |
| Spielbericht                                          | | |                                    |

### TSYD Kupası
| Datum           | Gegner              | Ort                        | Ergebnis  | Tor(e) für Galatasaray Istanbul | Karte(n) für Galatasaray Istanbul |
| --------------- | ------------------- | -------------------------- | --------- | ------------------------------- | --------------------------------- |
| 15. August 1984 | Beşiktaş Istanbul   | Inönü Stadı, Istanbul      | 1:1 (1:0) | 1:0 Keser (33.)                 | Terim (41.), Keser (71.)          |
| 19. August 1984 | Fenerbahçe Istanbul | Fenerbahçe Stadı, Istanbul | 0:0       | keine                           | Keser (17.), Altıntaş (68.)       |

## Statistiken

### Teamstatistik
| Wettbewerb     | Punkte | daheim | daheim | daheim | daheim | daheim | auswärts | auswärts | auswärts | auswärts | auswärts | Gesamt | Gesamt | Gesamt | Gesamt | Gesamt | Tordifferenz |
| Wettbewerb     | Punkte | Sp     | G      | U      | N      | TV     | Sp       | G        | U        | N        | TV       | Sp     | G      | U      | N      | TV     | Tordifferenz |
| -------------- | ------ | ------ | ------ | ------ | ------ | ------ | -------- | -------- | -------- | -------- | -------- | ------ | ------ | ------ | ------ | ------ | ------------ |
| 1. Lig         | 36:32  | 17     | 7      | 7      | 3      | 20:13  | 17       | 4        | 7        | 6        | 14:15    | 34     | 11     | 14     | 9      | 34:28  | +6           |
| Türkiye Kupası | –      | 5      | 3      | 2      | 0      | 5:1    | 5        | 4        | 1        | 0        | 9:2      | 10     | 7      | 3      | 0      | 14:3   | +11          |
| Gesamt         | 36:32  | 22     | 10     | 9      | 3      | 25:14  | 22       | 8        | 8        | 6        | 23:17    | 44     | 18     | 17     | 9      | 48:31  | +17          |

### Saisonverlauf
| Spieltag | 1  | 2 | 3  | 4  | 5  | 6  | 7  | 8 | 9 | 10 | 11 | 12 | 13 | 14 | 15 | 16 | 17 | 18 | 19 | 20 | 21 | 22 | 23 | 24 | 25 | 26 | 27 | 28 | 29 | 30 | 31 | 32 | 33 | 34 |
| -------- | -- | - | -- | -- | -- | -- | -- | - | - | -- | -- | -- | -- | -- | -- | -- | -- | -- | -- | -- | -- | -- | -- | -- | -- | -- | -- | -- | -- | -- | -- | -- | -- | -- |
| Spielort | H  | H | A  | A  | H  | H  | A  | H | A | A  | H  | H  | A  | H  | A  | H  | A  | A  | A  | H  | H  | A  | A  | H  | A  | H  | H  | A  | A  | H  | A  | H  | A  | H  |
| Resultat | N  | S | N  | S  | U  | U  | U  | U | S | U  | S  | S  | N  | U  | N  | S  | S  | U  | U  | S  | N  | N  | U  | N  | S  | U  | U  | U  | U  | S  | N  | S  | N  | U  |
| Platz    | 15 | 8 | 14 | 10 | 11 | 10 | 10 | 9 | 9 | 9  | 7  | 7  | 7  | 7  | 8  | 7  | 6  | 7  | 7  | 5  | 6  | 7  | 7  | 8  | 7  | 7  | 7  | 7  | 6  | 6  | 5  | 5  | 5  | 5  |

Quelle: https://www.weltfussball.de/spielplan/tur-sueperlig-1984-1985
Legende: Spielort: H = Heim; A = Auswärts. Resultat: S = Sieg; U = Unentschieden; N = Niederlage

### Spielerstatistiken
| Spieler             | 1. Lig   | 1. Lig | 1. Lig      | 1. Lig     | Türkiye Kupası / TSYD Kupası | Türkiye Kupası / TSYD Kupası | Türkiye Kupası / TSYD Kupası | Türkiye Kupası / TSYD Kupası | Cumhurbaşkanlığı Kupası | Cumhurbaşkanlığı Kupası | Cumhurbaşkanlığı Kupası | Cumhurbaşkanlığı Kupası | Total    | Total | Total       | Total      |
| Spieler             | Einsätze | Tore   | Gelbe Karte | Rote Karte | Einsätze                     | Tore                         | Gelbe Karte                  | Rote Karte                   | Einsätze                | Tore                    | Gelbe Karte             | Rote Karte              | Einsätze | Tore  | Gelbe Karte | Rote Karte |
| ------------------- | -------- | ------ | ----------- | ---------- | ---------------------------- | ---------------------------- | ---------------------------- | ---------------------------- | ----------------------- | ----------------------- | ----------------------- | ----------------------- | -------- | ----- | ----------- | ---------- |
| Rüdiger Abramczik   | 30       | 9      | 3           | 0          | 11                           | 1                            | 1                            | 0                            | 1                       | 0                       | 0                       | 0                       | 42       | 10    | 4           | 0          |
| Halil İbrahim Akçay | 13       | 0      | 1           | 0          | 3                            | 0                            | 0                            | 0                            | 1                       | 0                       | 0                       | 0                       | 17       | 0     | 1           | 0          |
| Bülent Alkılıç      | 26       | 2      | 0           | 0          | 11                           | 1                            | 0                            | 0                            | 1                       | 1                       | 0                       | 0                       | 38       | 4     | 0           | 0          |
| Yusuf Altıntaş      | 19       | 1      | 3           | 0          | 9                            | 0                            | 2                            | 0                            | 0                       | 0                       | 0                       | 0                       | 28       | 1     | 5           | 0          |
| Hakan Çarkacı       | 11       | 0      | 0           | 0          | 2                            | 1                            | 0                            | 0                            | 0                       | 0                       | 0                       | 0                       | 13       | 1     | 0           | 0          |
| Raşit Çetiner       | 28       | 3      | 2           | 0          | 9                            | 1                            | 1                            | 0                            | 1                       | 0                       | 0                       | 0                       | 38       | 4     | 3           | 0          |
| Ahmet Ceyhan        | 23       | 0      | 2           | 0          | 9                            | 0                            | 2                            | 0                            | 1                       | 0                       | 0                       | 0                       | 33       | 0     | 4           | 0          |
| İsmail Demiriz      | 33       | 0      | 2           | 0          | 11                           | 1                            | 1                            | 0                            | 1                       | 0                       | 1                       | 0                       | 45       | 1     | 4           | 0          |
| Burak Dilmen        | 29       | 3      | 0           | 0          | 8                            | 3                            | 0                            | 0                            | 1                       | 0                       | 0                       | 0                       | 38       | 6     | 0           | 0          |
| Erdal               | 2        | 0      | 0           | 0          | 0                            | 0                            | 0                            | 0                            | 0                       | 0                       | 0                       | 0                       | 2        | 0     | 0           | 0          |
| Barbaros Erdem      | 3        | 0      | 0           | 0          | 1                            | 0                            | 0                            | 0                            | 0                       | 0                       | 0                       | 0                       | 4        | 0     | 0           | 0          |
| Haydar Erdoğan      | 6        | 0      | 0           | 0          | 1                            | 0                            | 0                            | 0                            | 0                       | 0                       | 0                       | 0                       | 7        | 0     | 0           | 0          |
| Mustafa Ergücü      | 10       | 0      | 0           | 0          | 3                            | 0                            | 0                            | 0                            | 0                       | 0                       | 0                       | 0                       | 13       | 0     | 0           | 0          |
| Levent Erköse       | 16       | 3      | 0           | 0          | 5                            | 1                            | 0                            | 0                            | 0                       | 0                       | 0                       | 0                       | 21       | 4     | 0           | 0          |
| Adnan Esen          | 30       | 2      | 5           | 0          | 12                           | 1                            | 1                            | 1                            | 1                       | 0                       | 1                       | 0                       | 43       | 3     | 7           | 1          |
| Sefer Karaer        | 7        | 0      | 0           | 0          | 2                            | 0                            | 0                            | 0                            | 1                       | 0                       | 0                       | 0                       | 10       | 0     | 0           | 0          |
| Erdal Keser         | 20       | 9      | 2           | 2          | 8                            | 2                            | 4                            | 0                            | 0                       | 0                       | 0                       | 0                       | 28       | 11    | 6           | 2          |
| Necmi               | 2        | 0      | 0           | 0          | 1                            | 0                            | 0                            | 0                            | 0                       | 0                       | 0                       | 0                       | 3        | 0     | 0           | 0          |
| Zoran Simović       | 28       | 0      | 0           | 0          | 12                           | 0                            | 0                            | 0                            | 1                       | 0                       | 0                       | 0                       | 41       | 0     | 0           | 0          |
| Cüneyt Tanman       | 31       | 2      | 0           | 0          | 10                           | 0                            | 2                            | 0                            | 1                       | 0                       | 0                       | 0                       | 42       | 2     | 2           | 0          |
| Fatih Terim         | 30       | 0      | 3           | 1          | 10                           | 3                            | 1                            | 0                            | 1                       | 0                       | 0                       | 0                       | 41       | 3     | 4           | 1          |
| Metin Yıldız        | 7        | 0      | 0           | 0          | 2                            | 0                            | 0                            | 0                            | 0                       | 0                       | 0                       | 0                       | 9        | 0     | 0           | 0          |
| Semih Yuvakuran     | 22       | 0      | 1           | 0          | 9                            | 0                            | 0                            | 0                            | 1                       | 0                       | 0                       | 0                       | 32       | 0     | 1           | 0          |